# Langue scientifique

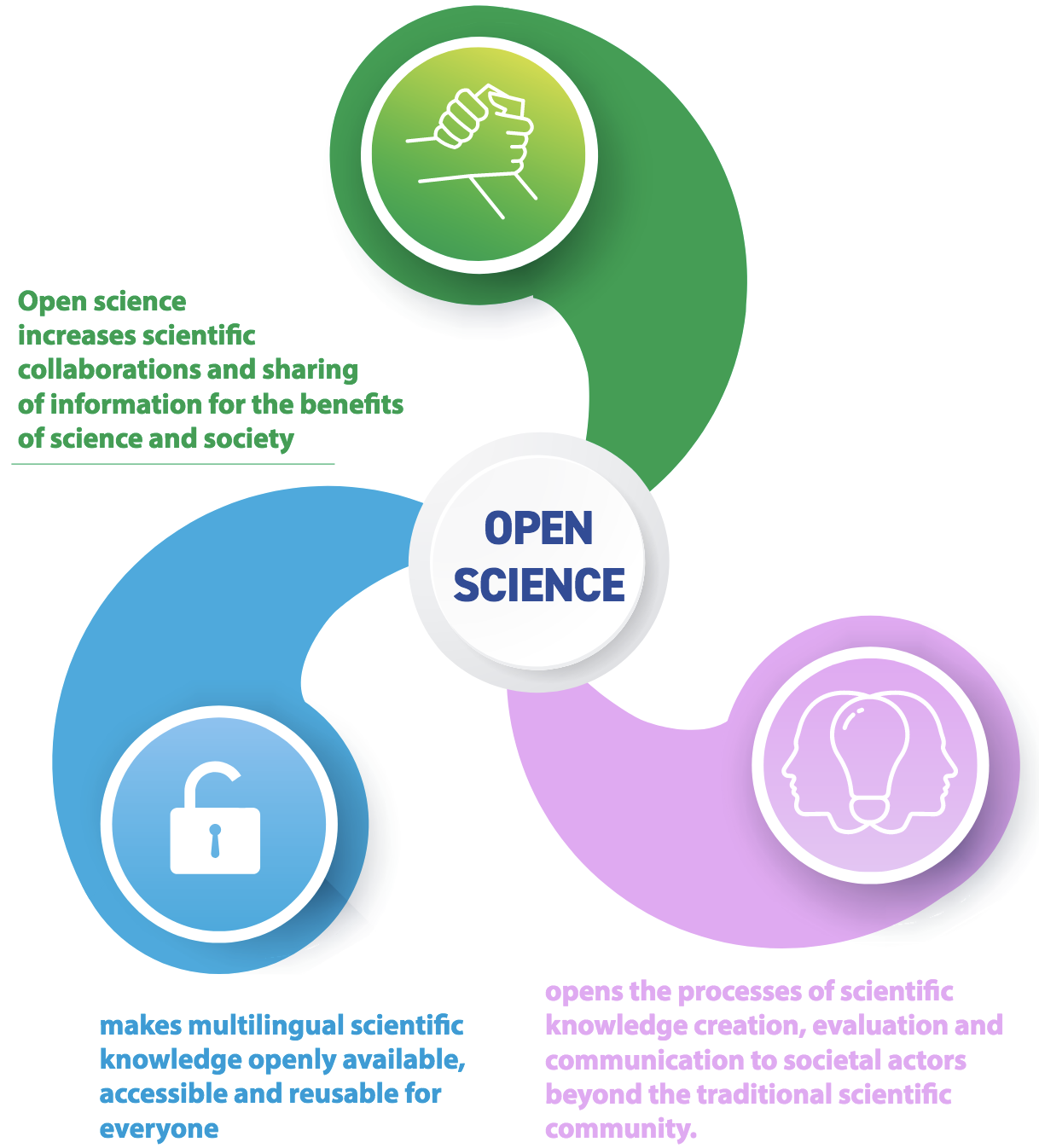
Le multilinguisme est l'un des principes fondateurs de la Science ouverte, d'après l'UNESCO.

Une langue scientifique est une langue véhiculaire utilisée par une ou plusieurs communautés scientifiques en vue de communiquer à l’international. Selon Michael Gordin, il s’agit « soit de formes spécifiques d’une langue employées pour exercer la science, soit de l’ensemble des langues dans lesquelles la science est pratiquée. »
Jusqu’au XIXe siècle, les langues classiques telles que le latin, l’arabe classique, le sanskrit et le chinois classique étaient couramment utilisées dans toute l’Eurasie pour la communication scientifique internationale. Une combinaison de facteurs structurels, l’émergence des États-nations en Europe, la révolution industrielle et l’expansion coloniale, a réduit le champ de la communication scientifique à trois langues nationales européennes : le français, l’allemand et l’anglais. La fin du XIXe siècle voit aussi émerger de nouvelles langues scientifiques telles que le russe ou l’italien, au point que les organisations savantes internationales commencèrent à promouvoir l’usage de langues construites comme l’espéranto en tant que norme mondiale.
Après la Première Guerre mondiale, l’anglais a progressivement éclipsé le français et l’allemand pour s’imposer comme principale langue scientifique, mais pas comme norme internationale exclusive. En Union soviétique, la recherche a connu une expansion rapide dans les années de l’après-Seconde Guerre mondiale. L’accès aux revues russes devint alors une question politique majeure aux États-Unis, ce qui entraîna le développement précoce de la traduction automatique. Lors des dernières décennies du XXe siècle, de plus en plus de publications scientifiques s’appuyaient majoritairement sur l’anglais, notamment en raison de la prééminence des infrastructures, indices et indicateurs scientifiques anglophones comme le Science Citation Index. Les langues locales restent très pertinentes au sein des pays et régions du monde de grande taille (Chine, Amérique latine, Indonésie), ainsi que dans les disciplines et domaines d’étude à forte implication du public (sciences sociales, études environnementales, médecine).
Le développement de la science ouverte a relancé le débat sur la diversité des langues dans le milieu scientifique, l’impact social et local étant devenu un objectif majeur des infrastructures et plateformes de science ouverte. En 2019, 120 organisations internationales de recherche ont cosigné l’Initiative d’Helsinki sur le multilinguisme dans la communication savante et appelé à soutenir le multilinguisme et le développement d’une « infrastructure de communication savante dans les langues nationales » En 2021, la recommandation de l’Unesco sur la science ouverte présentait la diversité linguistique comme l’une des caractéristiques essentielles de la science ouverte, puisqu’elle vise à « rendre les connaissances scientifiques multilingues librement accessibles à tous et réutilisables par tous. » En 2022, le Conseil de l’Union européenne a officiellement soutenu les « initiatives visant à promouvoir le multilinguisme » dans la science, comme la déclaration d’Helsinki.

## Historique

### Des langues classiques aux langues vernaculaires
Jusqu’au XIXe siècle, les langues classiques ont joué un rôle crucial dans la diffusion des langues en Europe, en Asie et en Afrique du Nord.
En Europe, le latin est resté la langue véhiculaire de la religion, du droit et de l’administration jusqu’à l’Époque moderne. Il est devenu une langue scientifique « grâce à sa rencontre avec l’arabe » : au cours de la Renaissance du XIIe siècle, un vaste corpus de textes savants arabes fut traduit en latin pour faciliter leur diffusion dans le réseau naissant des universités et centres de connaissances européens. Durant ce processus, la langue latine s’est transformée et a acquis les caractéristiques spécifiques du latin scolastique, à travers de nombreux emprunts lexicaux et même syntaxiques au grec et à l’arabe. La pratique du latin scientifique persista longtemps après le remplacement du latin par les langues vernaculaires dans la plupart des administrations européennes : « Le statut du latin en tant que langue scientifique reposait sur le contraste avec les langues vernaculaires dans d’autres contextes » et jetait les bases d’une « communauté européenne d’apprentissage » entièrement distincte des communautés locales abritant les savants. Le latin n’a jamais été l’unique langue de la science et de l’éducation. Au-delà des publications locales, les langues vernaculaires acquirent très tôt un statut de langues scientifiques internationales susceptibles d’être comprises et traduites dans toute l’Europe. Au milieu du XVIe siècle, une grande partie de la production imprimée en France était de langue italienne.
En Inde et en Asie du Sud, le sanskrit était une langue véhiculaire de premier plan pour la science. Le sanskrit fut remodelé encore plus radicalement que le latin pour l’adapter à la communication scientifique. En effet, il évolua « vers des formes de noms toujours plus complexes pour englober les types d’abstractions exigés par les pensées scientifique et mathématique. » Le chinois classique occupa une position tout aussi prestigieuse en Asie orientale. Il fut largement adopté par les communautés scientifiques et bouddhistes au-delà de l’Empire chinois, notamment au Japon et en Corée.
Au cours du deuxième millénaire, les langues classiques connurent une phase de déclin dans toute l’Eurasie. La marginalisation du sanskrit s’accentua après le XIIIe siècle. En Europe, jusqu’à la fin du XVIIe siècle, il n’y avait pas de tendance claire au remplacement du latin par les langues vernaculaires. Alors qu’au XVIe siècle les ouvrages médicaux commençaient à être corédigés en français, la tendance s’inversa après 1597 ; en France, la plupart n’étaient plus accessibles qu’en latin jusque dans les années 1680. En 1670, on imprimait autant de livres en latin qu’en allemand dans les États allemands. En 1787, ils ne représentaient plus que 10 % du total. À partir de cet instant, le déclin se fit irréversible : de moins en moins d’érudits européens étaient latinistes, les publications se raréfiaient et il n’était plus aussi profitable de conserver une formation linguistique en latin.
L’émergence des revues scientifiques fut aussi bien un symptôme qu’un facteur d’accélération du déclin des langues classiques. Les premières revues scientifiques modernes furent publiées simultanément en 1665 : le Journal des Sçavants en France et les Philosophical Transactions of the Royal Society en Angleterre. Toutes deux étaient rédigées en langue vernaculaire, ce qui était « parfaitement logique d’un point de vue historique », car les royaumes de France et d’Angleterre étaient engagés dans une politique active de promotion de la langue officielle.

### Le français, l’anglais, l’allemand et la quête d’une langue auxiliaire (1800-1920)
La désaffection progressive pour le latin ouvrit une période de transition délicate, un nombre croissant d’œuvres n’étant accessibles que dans les langues locales. Chacune des langues nationales européennes avait le potentiel pour devenir une langue scientifique dans un domaine de recherche particulier : certains savants « se sont employés à apprendre le suédois afin de suivre les travaux du chimiste Bergman et de ses compatriotes. »
Les préférences linguistiques et l’usage au sein des communautés scientifiques se renforcèrent progressivement pour former un triumvirat ou une triade de langues scientifiques dominantes : le français, l’anglais et l’allemand. Normalement, il fallait toutes les maîtriser dans l’optique de la communication scientifique internationale, mais avec « des différences de répartition fonctionnelle évidentes selon le domaine scientifique. » À la fin du XVIIIe siècle, le français était proche de se voir reconnaître comme la norme internationale de la science européenne, et il demeura essentiel tout au long du XIXe siècle. L’allemand devint une langue véhiculaire majeure après 1800 dans « certains domaines des sciences physiques, en particulier la physique et la chimie, ainsi qu’en mathématique et en médecine. » L’anglais était amplement utilisé par les chercheurs et les ingénieurs en raison du rôle déterminant des technologies britanniques dans la révolution industrielle.
Dans les années qui précédèrent la Première Guerre mondiale, la diversité linguistique des publications scientifiques augmenta significativement. L’émergence des nationalités et les premiers mouvements de décolonisation justifiaient autrement la publication des connaissances scientifiques dans les langues locales. Le russe fut l’un des exemples les plus aboutis de développement d’une nouvelle langue scientifique. Dans les années 1860 et 1870, à la suite d’un important travail d’adaptation et de création de noms pour un ensemble de concepts scientifiques et d’éléments (comme les composés chimiques), les chercheurs russes spécialistes de chimie et d’autres sciences physiques cessèrent de publier en allemand au profit de périodiques locaux. Une controverse sur la signification du tableau périodique de Dmitri Mendeleïev contribua à faire reconnaître les publications originales russophones au sein de la communauté scientifique mondiale : la version originale était jugée plus fiable que sa première traduction imparfaite en allemand.
La diversité linguistique commença à être vue comme un problème structurel qui, en définitive, limitait la diffusion des connaissances scientifiques. En 1924, le linguiste Roland Grubb Kent souligna que la communication scientifique pourrait être considérablement perturbée dans un avenir proche par l’emploi de pas moins de « vingt » langues scientifiques :
« 
Aujourd’hui, avec la recrudescence de certaines unités linguistiques mineures et l’esprit nationaliste accru de certaines unités plus importantes, nous entrons dans une époque où les publications scientifiques d’intérêt pourraient paraître dans une vingtaine de langues [et] où des publications importantes seront éditées en finnois, lituanien, hongrois, serbe, irlandais, turc, hébreu, arabe, hindoustani, japonais ou chinois.
 »
La définition d’une langue scientifique auxiliaire devint une question majeure discutée dans les institutions savantes internationales naissantes. Le 17 janvier 1901, la toute récente Association internationale des Académies créa une Délégation pour l’adoption d’une langue auxiliaire internationale « avec le soutien de 310 organisations membres. » La Délégation fut chargée d’identifier une langue auxiliaire susceptible d’être utilisée pour les « échanges scientifiques et philosophiques » sans pour autant être une « langue nationale ». Dans un contexte de tensions nationalistes accrues, l’une ou l’autre des langues scientifiques dominantes aurait semblé constituer un choix non neutre. La Délégation disposait par conséquent d’un nombre limité d’options, parmi lesquelles l’improbable renaissance d’une langue classique comme le latin ou l’emploi d’une nouvelle langue construite comme le volapük, l’idiom neutral ou l’espéranto.
Durant la première partie du XXe siècle, l’espéranto faisait sérieusement partie des candidates au rôle de langue scientifique internationale. Par exemple, en 1954 l’UNESCO adopta une recommandation visant à promouvoir l’usage de l’espéranto dans les communications scientifiques. Contrairement à l’idiom neutral ou à la version simplifiée de l’interlingua latin, l’espéranto ne fut pas conçu originellement comme une langue scientifique. Pourtant, au début des années 1900, il était de loin la langue construite la plus réussie, avec une vaste communauté internationale et de nombreuses publications spécialisées. Dès 1904, l’Internacia Science Revuo avait pour objectif d’adapter l’espéranto aux besoins particuliers de la communication scientifique. Le développement d’un vocabulaire technique spécialisé était une entreprise difficile, car le vaste système de dérivation de l’espéranto compliquait l’importation directe de termes couramment employés dans les publications scientifiques germanophones, francophones et anglophones. En 1907, la Délégation pour l’adoption d’une langue auxiliaire internationale semblait proche d’accorder sa préférence à l’espéranto. Néanmoins, d’importantes critiques continuaient à viser certaines complexités résiduelles de la langue ainsi que son absence de vocation scientifique et de terminologie technique. Contre toute attente, la Délégation se déclara en faveur de l’ido, une nouvelle variante de l’espéranto qu’un contributeur inconnu introduisit très tard dans les débats. Bien que présentée comme un compromis entre les factions pro- et anti-espérantistes, cette décision finit par décevoir tous les partisans d’une langue internationale dédiée à la communication scientifique. Elle pénalisa même durablement l’adoption des langues construites dans les cercles académiques.

### Une période de transition: L’anglais, les nouveaux concurrents et la traduction automatique (1920-1965)
Les deux conflits mondiaux ont eu un impact durable sur les langues scientifiques. Une combinaison de facteurs politiques, économiques et sociaux affaiblit durablement le triumvirat des trois principales langues scientifiques du XIXe siècle et ouvrit la voie à l’hégémonie de l’anglais à la fin du XXe siècle. Le rôle des deux conflits mondiaux – accélérateurs d’une tendance structurelle ou créateurs des conditions d’une prédominance de l’anglais – fait débat encore aujourd’hui. Pour Ulrich Ammon, « même sans les Guerres mondiales, la communauté anglophone aurait acquis une supériorité économique et, dès lors, scientifique, ce qui aurait entraîné une prédilection pour l’anglais dans les communications scientifiques internationales. » En revanche, Michael Gordin souligne que, jusqu’aux années 1960, le statut privilégié de l’anglais était loin d’être établi.
Les conséquences de la Première Guerre mondiale sur l’usage de l’allemand dans le milieu universitaire international furent immédiates. Après le conflit, les chercheurs allemands furent écartés des événements scientifiques internationaux pendant près d’une décennie. Ils avaient été compromis par la propagande nationaliste en faveur de la science allemande, ainsi que par l’exploitation de leurs travaux dans le cadre de crimes de guerre. L’allemand n’était plus reconnu comme une langue scientifique mondiale. Et même si le boycott fut provisoire, ses effets ont perduré. En 1919, le Conseil International de Recherche fut créé en remplacement de l’Association internationale des Académies : il n’utilisait que le français et l’anglais comme langues de travail. En 1932, 98,5 % des contributions aux conférences scientifiques internationales étaient en français, contre 83,5 % en anglais et seulement 60 % en allemand. Parallèlement, les thématiques des périodiques et conférences en allemand se recentraient sur la sphère locale, avec de moins en moins de recherches en provenance de pays non germanophones. L’allemand ne retrouva jamais son statut privilégié de langue scientifique majeure aux États-Unis et, en l’absence d’alternatives autres que le français, l’environnement pédagogique américain devint « de plus en plus monoglotte » et isolationniste. L’usage du français, non affecté par le boycott international, atteint « un plateau entre les années 1920 et 1940 » : sans pour autant décliner, il n’a pas non plus profité de la marginalisation de l’allemand et a reculé face à l’expansion de l’anglais.
La montée du totalitarisme dans les années 1930 renforça le statut de l’anglais en tant que principale langue scientifique. Si, en valeur absolue, les publications germanophones conservèrent une certaine pertinence, la recherche scientifique allemande fut structurellement affaiblie par les purges antisémites et politiques, le refus des collaborations internationales et l’émigration. Après la Seconde Guerre mondiale, l’allemand ne subit pas de nouveau boycott dans les conférences scientifiques internationales, tant son usage était rapidement devenu marginal y compris en Allemagne : même après la fin de la zone occupée, l’anglais à l’Ouest et le russe à l’Est devinrent les principales langues véhiculaires de l’enseignement supérieur..
Au cours des deux décennies qui suivirent la Seconde Guerre mondiale, l’anglais s’imposa comme la première langue scientifique. Pourtant, une grande partie de la recherche mondiale resta publiée dans d’autres langues, la diversité linguistique semblant même croître jusqu’aux années 1960. Les publications russophones dans de nombreux domaines, notamment la chimie ou l’astronomie, s’étaient développées très rapidement après la guerre : « en 1948, plus de 33 % des données techniques en langue étrangère étaient publiées en russe ». » En 1962, Christopher Wharton Hanson émettait encore des doutes sur l’avenir de l’anglais en tant que langue scientifique principale. En effet, le russe et le japonais se muaient en langues scientifiques majeures et les nouveaux États décolonisés semblaient enclins à favoriser les langues locales :
« 
Il semble raisonnable de penser qu’à long terme, le nombre de contributions significatives aux connaissances scientifiques émanant de différents pays sera à peu près proportionnel à leur population et que, à l’exception des nations très faiblement peuplées, les travaux de recherche seront normalement publiés en langue locale.
 »
Pendant la guerre froide, l’essor des publications scientifiques en russe est devenu une source de tensions récurrentes aux États-Unis. Très peu de chercheurs américains savaient lire le russe, alors que les deux langues scientifiques les plus anciennes, le français et l’allemand, étaient encore amplement maîtrisées : « Lors d’une enquête réalisée en 1958, 49 % du personnel scientifique et technique américain déclarait savoir lire au moins une langue étrangère, avec une proportion de seulement 1,2 % pour le russe. » Souvent, les bailleurs de fonds et les administrateurs de la science craignaient de ne pas pouvoir suivre efficacement les progrès de la recherche universitaire en URSS. Cette inquiétude permanente se transforma en crise ouverte après 1958 et le lancement réussi de Spoutnik, car le système de recherche américain décentralisé sembla pour un temps dépassé par l’efficacité de la planification soviétique.
La crise du Spoutnik fut de courte durée, mais elle eut notamment des répercussions considérables sur les pratiques linguistiques de la science : le développement de la traduction automatique. Très tôt, les recherches dans ce domaine sont apparues comme un développement naturel de l’objectif initial des premiers ordinateurs : le décodage. Malgré les réticences initiales de grandes personnalités de l’informatique comme Norbert Wiener, plusieurs administrateurs scientifiques influents, tels Warren Weaver et Léon Dostert, ont mis en place une série de conférences et d’expériences majeures dans ce domaine naissant, avec l’idée que « la traduction [est] vitale pour la sécurité nationale. » Le 7 janvier 1954, pour démontrer que la technique était suffisamment avancée en dépit des importantes lacunes des infrastructures informatiques de l’époque, Léon Dostert dirigea l’expérience Georgetown-IBM : la traduction automatique d’une sélection de phrases tirées d’articles scientifiques russes à l’aide d’un dictionnaire de 250 mots et de 6 règles syntaxiques de base. Cependant, il ne fut pas précisé alors que les phrases avaient été sélectionnées à dessein pour leur compatibilité avec la traduction automatique. Tout au plus Léon Dostert fit-il valoir que le russe scientifique était plus simple à traduire parce que davantage stéréotypé et moins riche grammaticalement que le russe du quotidien.
En 1956, les prémices de la course aux armements avec les chercheurs soviétiques firent de la traduction automatique une priorité majeure du financement de la recherche fédérale américaine. Si dans un premier temps l’expérience Georgetown-IBM eut un impact mineur aux États-Unis, elle fut immédiatement remarquée en URSS. À peine un an après la parution des premiers articles sur le sujet en 1955, une grande conférence réunissant 340 spécialistes fut organisée. En 1956, avec le soutien de la CIA, Léon Dostert obtint un financement important et suffisamment de ressources pour contourner les limites techniques de l’infrastructure informatique existante : en 1957, la traduction automatique du russe vers l’anglais pouvait exploiter un dictionnaire considérablement étoffé de 24 000 termes et des centaines de règles syntaxiques prédéfinies. À cette échelle, la traduction automatique demeurait coûteuse car elle faisait appel à de nombreux opérateurs informatiques chargés de manipuler des milliers de cartes perforées. Pourtant, la qualité linguistique n’avait pas significativement progressé : en 1964, la traduction automatique des quelques phrases soumises lors de l’expérience Georgetown-IBM donnait un résultat beaucoup moins lisible, car il n’était plus possible d’ajuster les règles selon un corpus prédéfini.

### L’anglais comme norme mondiale (1965-…)
Au cours des années 1960 et 1970, l’anglais n’était plus une langue majoritaire dans la science, mais une lingua franca scientifique. La transformation eut des conséquences plus profondes que le simple remplacement de deux ou trois langues scientifiques principales par une seule : il marqua « le passage d’un triumvirat qui valorisait, au moins partiellement, l’expression de l’identité au sein de la science, à une mise en avant de la communication et donc à l’usage d’une langue véhiculaire unique. » Ulrich Ammon qualifie l’anglais de lingua franca asymétrique, car il constitue « la langue maternelle et nationale du segment le plus influent de la communauté scientifique mondiale, mais une langue étrangère pour le reste du monde. » Ce paradigme s’explique généralement par la mondialisation de la culture américaine et anglophone à la fin du XXe siècle.
Aucun événement particulier n’explique à lui seul cette évolution, alors que de nombreuses transformations mettent en évidence une conversion accélérée à la science anglophone à la fin des années 1960. Le 11 juin 1965, le président Lyndon B. Johnson affirmait que l’anglais était devenu une lingua franca qui ouvrait « les portes de la connaissance scientifique et technique » et dont la promotion devait constituer une « politique majeure » des États-Unis L’année 1969 marqua la disparition de la plus prestigieuse collection de résumés analytiques de chimie remontant au début du XXe siècle, le Chemisches Zentralblatt allemand : cette compilation en 36 langues ne pouvait plus concurrencer le Chemical Abstract majoritairement anglophone, car plus de 65 % des publications dans ce domaine étaient rédigées en anglais. En 1982, le Compte-rendu de l’Académie des Sciences reconnaissait que « l’anglais est dès aujourd’hui la langue internationale de la science [et] pourrait devenir très prochainement sa langue unique », mais aussi qu’il constituait déjà le principal moyen de communication dans les pays européens ayant une longue tradition de publication en langue locale, comme l’Allemagne et l’Italie. Dans l’Union européenne, la déclaration de Bologne de 1999 « obligeait les universités de toute l’Europe et au-delà à aligner leurs systèmes d’études supérieures sur celui du Royaume-Uni » et incitait fortement à publier les résultats universitaires en anglais. De 1999 à 2014, le nombre de cursus anglophones a décuplé dans les universités européennes.
La traduction automatique, en plein essor depuis 1954 grâce à l’antagonisme américano-soviétique, fut immédiatement touchée par ce nouveau paradigme. En 1964, la Fondation nationale pour la science soulignait qu’« il n’y a pas d’urgence dans le domaine de la traduction » et que les traducteurs étaient amplement capables de rendre la recherche étrangère accessible. Le financement a cessé simultanément aux États-Unis et en Union soviétique, et la traduction automatique n’a émergé de cet hiver de la recherche en intelligence artificielle (AI Winter) que dans les années 1980, alors que la traduction de publications scientifiques n’était plus la principale motivation. La recherche dans ce domaine se poursuivit dans quelques pays où le bilinguisme était une question politique et culturelle importante : au Canada, un système MÉTÉO fut mis en place avec succès pour « traduire les prévisions météorologiques de l’anglais vers le français. »
Le contenu en anglais s’est progressivement imposé dans les revues initialement non anglophones, d’abord en tant qu’élément de compréhension complémentaire, puis par défaut. En 1998, sept revues européennes de premier plan publiées dans leur langue locale (Acta Physica Hungarica, Anales de Física, Il Nuovo Cimento, Journal de Physique, Portugaliae Physica et Zeitschrift für Physik) ont fusionné au sein de l’European Physical Journal, une édition internationale qui accepte uniquement les articles en anglais. Le même scénario s’est répété au sein de publications moins prestigieuses :
« 
Le processus s’est banalisé quasiment jusqu’au cliché : à l’origine, le périodique publie uniquement dans une langue ethnique (français, allemand, italien) ; ensuite, il autorise la publication dans cette langue et dans certaines langues étrangères, toujours l’anglais mais pas uniquement ; enfin, la revue exclut toutes les langues autres que l’anglais et devient purement anglophone.
 »
Les premières infrastructures scientifiques constituèrent un facteur déterminant dans la transition vers une langue véhiculaire unique. Après les années 1960, les États-Unis connurent des développements décisifs dans les domaines de l’informatique scientifique appliquée et des systèmes de recherche d’informations. La crise du Spoutnik en fut un moteur capital, puisqu’elle « transforma le problème du contrôle bibliographique par les documentalistes en crise nationale de l’information » et favorisa des programmes de recherche ambitieux comme SCITEL (une tentative finalement avortée de création d’un système centralisé de publication électronique au début des années 1960), MEDLINE (pour les revues médicales) ou NASA/RECON (pour l’astronomie et l’ingénierie). À l’inverse de la traduction automatique déclinante, les infrastructures scientifiques et les bases de données sont devenues des activités rentables dans les années 1970. Même avant l’émergence de systèmes planétaires comme le World Wide Web, « on estimait en 1986 que 85 % des informations disponibles sur les réseaux mondiaux étaient déjà en anglais ». »
L’usage prédominant de l’anglais ne s’est pas limité à l’architecture des réseaux et infrastructures. Il en a également affecté le contenu. Le Science Citation Index créé par Eugene Garfield sur les ruines du SCITEL a massivement et durablement influencé la structuration des publications scientifiques mondiales au cours des dernières décennies du XXe siècle, puisque son indicateur le plus important, le facteur d’impact, « a fini par constituer l’outil de mesure nécessaire pour structurer le marché concurrentiel entre les revues. » Le Science Citation Index offrait une meilleure couverture aux revues anglophones, ce qui relevait leur facteur d’impact et augmentait l’intérêt de publier en anglais : « C’est en publiant en anglais que les chercheurs ont rencontré le moins d’obstacles pour rendre leur travail "détectable". » Arguant de la facilité de traitement d’un corpus monolingue, Eugene Garfield appela à reconnaître l’anglais comme seule langue scientifique internationale :
« 
Compte tenu du public international de Current Contents, on pourrait définir la publication idéale comme multilingue, avec tous les titres en cinq langues – dont une ou plusieurs compréhensibles de la plupart des abonnés, notamment l’allemand, le français, le russe et le japonais – ainsi que l’anglais. Ce n’est bien sûr pas réalisable car cela quadruplerait la taille de Current Contents (…) L’unique solution raisonnable consiste à publier autant de pages de contenu en anglais qu’économiquement et techniquement possible. Pour ce faire, nous avons besoin de la coopération des éditeurs et des auteurs.
 »

## Tendances actuelles

### Normalisation de l’anglais
La quasi-totalité des publications scientifiques indexées dans les principaux moteurs de recherche académiques payants est en anglais. En 2022, cela concernait 95,86 % des 28 142 849 références indexées dans Web of Science et 84,35 % des 20 600 733 références indexées dans Scopus.
L’absence de couverture des langues non anglophones crée une boucle de rétroaction, puisque les publications dans ces langues peuvent être considérées comme ayant moins de valeur car non indexées dans les classements internationaux et mal notées dans les indicateurs d’évaluation. Au moins 75 000 articles, titres d’ouvrages et critiques de livres de langue allemande ont été exclus de Biological Abstracts entre 1970 et 1996. En 2009, au moins 6 555 revues ont été publiées en espagnol et en portugais à l’échelle mondiale, et « seule une faible proportion a été intégrée aux index de Scopus et Web of Science. »
Non seulement les critères d’inclusion dans les bases de données payantes favorisent les revues anglophones, mais ils incitent les revues à cesser de publier dans les autres langues. Ils « exigent que les articles, les résumés ou au moins les références soient rédigés en anglais. » En 2012, Web of Science s’est explicitement engagé à angliciser (et romaniser) les connaissances publiées.
L’anglais est la langue universelle de la science. C’est pourquoi Thomson Reuters se concentre sur les revues qui publient en anglais le texte intégral des articles ou, à tout le moins, les données bibliographiques. Beaucoup de revues indexées par Web of Science publient des articles avec la bibliographie en anglais et le texte intégral dans une autre langue. Toutefois, il est clair qu’à l’avenir les revues majeures pour la communauté internationale de la recherche publieront le texte intégral des articles en anglais. C’est particulièrement vrai dans le domaine des sciences naturelles. Il existe des exceptions notables à cette règle dans les domaines des arts et lettres et des sciences sociales
Cet engagement en faveur de la publication scientifique en anglais est fortement performatif. Les bases de données payantes « ont désormais un poids considérable sur la scène internationale et favorisent nettement l’anglais », car elles fournissent un large éventail d’indicateurs de qualité de la recherche. Elles ont contribué à « des inégalités à grande échelle, notamment entre les pays du Nord et du Sud. » Dans un premier temps, les principaux éditeurs scientifiques avaient « échoué à saisir l’importance de la publication électronique », mais ils réussirent à prendre le virage de l’analyse de données et d'analytiques issues des publications scientifiques dans les années 2010. De plus en plus, certains acteurs comme Elsevier ou Springer sont capables de contrôler « tous les aspects du cycle de vie de la recherche, depuis la soumission jusqu’à la publication et au-delà. » En raison de cette intégration verticale, les indicateurs commerciaux ne se limitent plus aux métadonnées des articles de revues : ils peuvent inclure un large éventail de données individuelles et sociales recueillies auprès des communautés scientifiques.
Les bases de données nationales des publications scientifiques montrent que l’usage de l’anglais a poursuivi son développement dans les années 2000 et 2010 au détriment des langues locales. Une comparaison de sept bases de données nationales en Europe entre 2011 et 2014 montre que « dans tous les pays, la proportion de publications en anglais a augmenté ». En France, les données du Baromètre de la Science Ouverte montrent que la part des publications en français est passée de 23 % en 2013 à 12-16 % en 2019-2020.
Pour Ulrich Ammon, la prédominance de l’anglais a créé une hiérarchie et une « dimension centrale-périphérique » au sein du paysage mondial de la publication scientifique, lequel affecte négativement la réception des recherches publiées en langues non anglophonesL L’usage monopolistique de l’anglais joue un rôle discriminant sur les savants qui le maîtrisent insuffisamment : une enquête menée en Allemagne en 1991 montre que 30 % des chercheurs de toutes les disciplines renonçaient à publier lorsque l’anglais était l’unique option. Dans ce contexte, l’émergence de nouvelles puissances scientifiques n’est plus liée à l’apparition d’une autre langue de la science comme c’était le cas jusqu’aux années 1960. La Chine est rapidement devenue un acteur majeur de la recherche internationale, se hissant en deuxième position derrière les États-Unis dans de nombreux classements et disciplines. Or, la plupart de ces recherches sont anglophones et respectent les normes linguistiques établies par les index payants.
La position dominante de l’anglais a aussi été renforcée par le déficit lexical accumulé au cours des dernières décennies par les langues scientifiques alternatives : après les années 1960, « de nouveaux termes étaient créés en anglais bien plus rapidement qu’en français. »

### Persistance de la diversité linguistique
Plusieurs langues ont conservé un statut secondaire de langue scientifique internationale, soit en raison de l’ampleur de la production locale, soit parce qu’elles restent employées comme langues véhiculaires dans certains contextes. Ce sont généralement « l’allemand, le chinois, l’espagnol, le français, l’italien, le japonais et le russe. » Les langues locales sont restées prédominantes dans les principaux pays scientifiques : « En Chine, la plupart des publications scientifiques restent publiées en chinois. »
Les études empiriques sur l’usage des langues dans les publications scientifiques ont longtemps été limitées par le biais structurel des sources les plus facilement accessibles, à savoir les bases de données payantes comme Web of Science. L’accès sans précédent à un plus vaste corpus non indexé par les bases de données mondiales a prouvé que le multilinguisme reste non négligeable, même s’il demeure faiblement étudié : en 2022, il existait « peu d’exemples d’analyse à grande échelle » du multilinguisme dans la science. » Dans sept pays européens dont la langue locale jouit d’une portée internationale limitée, un tiers des chercheurs en sciences humaines et sociales publient dans au moins deux langues : « La recherche est internationale, mais la publication multilingue arrive à préserver les travaux pertinents au niveau local en leur offrant un impact potentiel supplémentaire. » En raison du décalage entre les pratiques réelles et leur visibilité, le multilinguisme a été décrit comme « une norme cachée de la publication académique. »
Dans l’ensemble, les sciences humaines et sociales ont conservé des pratiques linguistiques plus diversifiées : « Si les spécialistes en sciences naturelles, quelle que soit leur langue d’origine, ont largement adopté l’anglais dans leurs publications, c’est moins fréquent chez les spécialistes en sciences humaines et sociales. » Dans ces disciplines, la nécessité d’une communication internationale est contrebalancée par une implication dans la culture locale : « Les SHS possèdent généralement un rôle de collaboration, d’influence et d’amélioration vis-à-vis de la culture et de la société. Pour ce faire, leurs publications sont en partie rédigées en langue locale. » Pourtant, la spécificité des sciences humaines et sociales a progressivement diminué après l’an 2000 : dès les années 2010, une grande partie des articles allemands et français portant sur les arts et les sciences humaines et indexés dans Web of Science étaient en anglais. Si, depuis la Seconde Guerre mondiale, l’allemand a été supplanté par l’anglais y compris dans les pays germanophones, il a conservé un usage marginal comme langue scientifique véhiculaire dans des disciplines ou des domaines de recherche précis (les Nischenfächer ou disciplines de niche). La diversité linguistique n’est pas propre aux sciences sociales, mais le grand prestige des bases de données payantes internationales éclipse parfois cette survivance : en sciences de la Terre, « la proportion de documents en anglais au sein des bases de données régionales ou nationales (KCI, RSCI, SciELO) était d’environ 26 %, alors que la quasi-totalité des documents (environ 98 %) dans Scopus et Web of Science était en anglais. »
Au-delà de la distinction générique entre les sciences sociales et naturelles, il existe une répartition plus fine des pratiques linguistiques. En 2018, une analyse bibliométrique des publications en sciences humaines et sociales (SHS) de huit pays européens a mis en évidence que « les modèles de langues et de types de publications en SHS sont liés non seulement aux normes, à la culture et aux attentes de chaque discipline de SHS, mais aussi à l’héritage culturel et historique de chaque pays ». » L’anglais était plus utilisé en Europe du Nord qu’en Europe de l’Est, et les publications en langue locale restaient particulièrement importantes en Pologne en raison de son vaste « marché "local" de la production universitaire. » Les politiques de recherche locales peuvent avoir un impact significatif. En effet, la préférence pour les bases de données payantes internationales telles que Scopus ou Web of Science peut expliquer un déclin plus marqué des publications en langue locale en République tchèque par rapport à la Pologne. Il existe d’autres facteurs, comme les différences de modèle économique entre les revues : les publications non payantes affichent une diversité linguistique bien plus importante.
Depuis les années 2000, le développement des collections numériques a permis un essor relatif de la diversité linguistique dans les moteurs de recherche et les index académiques. Durant la période 2005-2010, le Web of Science a amélioré sa couverture régionale, ce qui a eu pour effet « d’augmenter le nombre d’articles non anglophones, par exemple en espagnol. » Parmi la communauté de recherche portugaise, on a observé une forte augmentation des articles lusophones dans les index payants au cours de la période 2007-2018, ce qui est à la fois révélateur de la subsistance d’« espaces de résilience et de contestation de certaines pratiques hégémoniques » et d’un possible nouveau paradigme de la publication scientifique « orienté vers la diversité plurilingue. » La pratique et les compétences du multilinguisme ont également progressé : en 2022, 65 % des chercheurs polonais en début de carrière publiaient dans deux langues ou plus, contre 54 % seulement pour les générations précédentes.
En 2022, Bianca Kramer et Cameron Neylon ont mené une analyse à grande échelle des métadonnées disponibles pour 122 millions de publications indexées sur Crossref, à partir de leur DOI. Dans l’ensemble, les publications non anglophones représentent « moins de 20 % ». Néanmoins, elles sont peut-être sous-estimées en raison d’un taux d’adoption plus faible des DOI ou de l’utilisation de DOI locaux (comme la base CNKI en Chine). Il semble pourtant que le multilinguisme a progressé au cours des 20 dernières années, avec une hausse significative du volume de publications en portugais, en espagnol et en indonésien.

### Traduction automatique
La publication scientifique fut le premier cas notable d’utilisation de la traduction automatique, les premières expériences remontant à 1954. Après 1965, les avancées dans ce domaine ont ralenti en raison de la domination croissante de l’anglais, des limites de l’infrastructure informatique et des insuffisances de l’approche principale basée sur des règles. De par leur conception, les méthodes basées sur des règles (rules-based) favorisent les traductions entre un noyau de langues principales (anglais, russe, français, allemand…). En effet, elles nécessitent de développer un « module de transfert » pour chaque paire de langues, ce qui entraîne rapidement une explosion combinatoire dès que la couverture linguistique s'élargit un peu. Après les années 1980, le domaine de la traduction automatique fut relancé à la suite d’un « changement de paradigme à grande échelle » : les règles explicites furent remplacées par des méthodes statistiques et d’apprentissage automatique appliquées à de volumineux corpus alignés,. Entre temps, la majorité des demandes n’émanait plus des acteurs de la publication scientifique mais de la traduction commerciale, par exemple pour la diffusion multilingue de manuels techniques et d’ingénierie. Un second changement de paradigme s’opéra dans les années 2010, avec le développement de méthodes d’apprentissage profond capable d'être au moins partiellement entraînés sur des corpus non alignés (« traduction zéro shot »). Nécessitant peu de préparation du corpus en amont, les modèles d’apprentissage profond permettent d’intégrer une plus grande diversité de langues, mais aussi de contextes linguistiques au sein d’une même langue. Les résultats sont nettement plus précis : après 2018, la traduction automatique des résumés PubMed était jugée meilleure que la traduction humaine pour certains couples de langues (de l’anglais vers le portugais, par exemple).. Les publications scientifiques constituent un cas d’utilisation plutôt approprié pour le modèle de traduction à réseau neuronal, qui fonctionne mieux « dans des domaines restreints pour lesquels il dispose de volumes importants de données d’entraînement. »
Au début des années 2020, il existait « peu d’études approfondies sur l’efficacité de la traduction automatique dans les sciences humaines et sociales », car « les recherches en traductologie se concentrent surtout sur des textes techniques, commerciaux ou juridiques. » Les usages de la traduction automatique sont particulièrement difficiles à identifier et quantifier, compte tenu de l’omniprésence actuelle des outils libres d’accès tels que Google Translate : « Les communautés de la recherche scientifique et de la communication savante connaissent un besoin nouveau et exponentiel de maîtrise de la traduction automatique. Et pourtant, il existe très peu de ressources pour les aider à acquérir et enseigner ces compétences. »
Dans le contexte universitaire, l’éventail des usages de la traduction automatique est très vaste. La production de traductions écrites reste limitée par un manque de précision et, par conséquent, d’efficacité, car la post-édition d’une traduction imparfaite doit prendre moins de temps que la traduction humaine. La traduction automatique de textes en langue étrangère pour une recherche documentaire ou une « assimilation d’informations » est plus répandue, car les exigences de qualité sont généralement moins élevées et une compréhension globale du texte suffit. » L’impact de la traduction automatique sur la diversité linguistique dans les sciences dépend de cette utilisation :
« 
Si la traduction automatique à des fins d’assimilation permet, en principe, aux chercheurs de publier dans leur propre langue tout en atteignant un large public, on peut considérer que la traduction automatique à des fins de diffusion favorise l’inverse et soutient l’emploi d’une langue commune pour la publication des travaux de recherche.
 »
Le recours accru à la traduction automatique suscite des inquiétudes en matière de « multilinguisme uniforme ». La recherche dans ce domaine s’est largement concentrée sur l’anglais et quelques grandes langues européennes : « Nous vivons dans un monde multilingue, mais paradoxalement la traduction automatique n’en tient pas compte. » L’anglais a souvent été utilisé comme langue pivot, avec un rôle d’intermédiaire caché pour la traduction entre deux langues non anglophones. Les méthodes probabilistes ont tendance à privilégier la traduction la plus attendue rencontrée dans le corpus de formation et à écarter les alternatives plus atypiques : « On reproche souvent à la traduction automatique statistique de recourir à un algorithme qui suggère l’équivalent le plus probable, élimine les alternatives et rend le texte ainsi produit conforme aux modes d’expression bien documentés. » Même si les modèles d’apprentissage profond sont capables de traiter une plus grande diversité de constructions linguistiques, ils peuvent rester limités par le biais de collecte du corpus original : « la traduction d’un mot peut être influencée par les théories ou paradigmes dominants dans le corpus assemblé pour former l’IA. »
Dans son évaluation de la recherche et la mise en œuvre de la science ouverte pour 2022, le Conseil de l’Union européenne s’est félicité des « évolutions prometteuses ayant récemment vu le jour dans le domaine de la traduction automatique » et soutenu un usage plus répandu de « la traduction semi-automatique des publications universitaires en Europe » en raison de son « potentiel important de création de marché ».

## Science ouverte et multilinguisme

### Infrastructures de science ouverte
Le développement d’une infrastructure de science ouverte est devenu un enjeu politique crucial pour le mouvement de la science ouverte. Dans les années 2010, l’expansion des infrastructures scientifiques payantes a révélé au grand jour la fragilité de l’édition scientifique et des archives ouvertes.
Le concept d’infrastructure de science ouverte est apparu en 2015 avec la publication des Principes pour les infrastructures savantes ouvertes. En novembre 2021, une recommandation de l’UNESCO désignait les infrastructures de science ouverte comme l’un des quatre piliers de la science ouverte, au même titre que les connaissances scientifiques ouvertes, l’engagement ouvert des acteurs sociétaux et le dialogue ouvert avec les autres systèmes de connaissances, et elle appelait à un investissement et un financement durables : « Les infrastructures de science ouverte résultent souvent d’efforts de construction communautaire essentiels pour leur viabilité à long terme. Elles devraient donc n’avoir aucun but lucratif et garantir un accès permanent et sans restriction à l’ensemble des publics dans toute la mesure du possible. » Les infrastructures de science ouverte sont, par exemple, les index, les plateformes de publication, les bases de données partagées et les grilles informatiques.
Les infrastructures ouvertes favorisent la diversité linguistique dans les sciences. Le principal logiciel libre destiné à l’édition scientifique, Open Journal Systems, est disponible en 50 langues Il est largement utilisé par les revues en libre accès non commerciales. Une étude panoramique réalisée par SPARC en 2021 montre que les infrastructures de science ouverte européennes « donnent accès à un éventail de contenus linguistiques significatifs aux plans local et international. » En 2019, les principales infrastructures de science ouverte ont approuvé l’Initiative d’Helsinki sur le multilinguisme dans la communication savante et se sont ainsi engagées à « protéger les infrastructures nationales destinées à la publication de recherches pertinentes au niveau local » Parmi les signataires figuraient le DOAJ, la DARIAH, le Latindex, OpenEdition, Operas et SPARC Europe.
Contrairement aux index payants, le DOAJ (Directory of Open Access Journals – Répertoire des revues en libre accès) ne requiert pas l’usage de l’anglais. Par conséquent, seule la moitié des revues indexées sont principalement publiées en anglais, ce qui contraste résolument avec la forte prédominance de celui-ci dans les index payants tels que Web of Science (>95 %). Six langues sont représentées par plus de 500 revues : l’espagnol (2 776 revues, soit 19,3 %), le portugais (1 917 revues), l’indonésien (1 329 revues), le français (993 revues), le russe (733 revues) et l’italien (529 revues). La diversité linguistique est essentiellement due aux revues non commerciales (ou en libre accès diamant) : 25,7 % de ces publications acceptent des contributions en espagnol, contre seulement 2,4 % des revues imposant des frais de traitement des articles. Sur la période 2020-2022, « parmi les articles en anglais publiés par le DOAJ, 21 % sont issus de revues sans frais de traitement des articles, mais ce pourcentage atteint 86 % pour les langues non anglophones. »
Les infrastructures ouvertes non anglophones ont connu une croissance notable : en 2022, « les bases de données et les référentiels nationaux se développent de toutes parts (par exemple la base de données Latindex en Amérique latine ou les nouveaux référentiels en Asie, en Chine, en Russie et en Inde) », ce qui ouvre de nouvelles perspectives de recherche pour l’étude du multilinguisme dans le contexte scientifique : il sera de plus en plus possible d’étudier « les différences entre les recherches publiées localement dans les environnements non anglophones et les auteurs internationaux anglophones. »

### Multilinguisme et impact social
La parution sur les plateformes en libre accès a encouragé la publication en langue locale. Dans les index payants, les publications non anglophones étaient pénalisées par l’absence de réception internationale, et elles souffraient d’un facteur d’impact beaucoup plus faible. Sans la contrainte de l'accès payant, les publications en langue locale peuvent trouver leur propre public parmi une vaste audience non universitaire possiblement moins érudite en anglais.
Dans les années 2010, des études quantitatives ont commencé à souligner l’impact positif des langues locales sur la réutilisation des ressources en libre accès dans différents contextes nationaux, par exemple en Finlande, au Québec, en Croatie et au Mexique. Une étude de la plateforme finlandaise Journal.fi montre que l’audience des articles en finnois est bien plus diversifiée : « s’agissant des publications en langue nationale, les étudiants (42 %) forment clairement la cohorte la plus importante, suivis des chercheurs (25 %), des particuliers (12 %) et de divers experts (11 %). » En comparaison, les publications anglophones attirent surtout les chercheurs professionnels. Grâce à leur facilité d’accès, les plateformes de science ouverte en langues locales peuvent aussi bénéficier d’une portée plus mondiale. Le consortium de revues franco-canadien Érudit possède une audience essentiellement internationale, moins d’un tiers des lecteurs étant originaire du Canada.
Le développement d’un solide réseau d’infrastructures de science ouverte en Amérique du Sud (comme SciELO ou Redalyc) et dans la péninsule ibérique a permis de raviver l’usage de l’espagnol et du portugais dans la communication scientifique internationale : la croissance régionale « peut aussi être associée à l’afflux des publications en libre accès. » Le portugais et l’espagnol (au même titre que le Brésil et l’Espagne) jouent un rôle important dans la publication en libre accès.
Alors que le multilinguisme a été négligé, voire discriminé, dans les bases de données payantes, il est considéré comme un élément important de l’impact social des plateformes et infrastructures de science ouverte. En 2015, Juan Pablo Alperin introduit une mesure systématique de l’impact social mettant en évidence la pertinence du contenu scientifique pour les communautés locales : « En travaillant sur un large éventail d’indicateurs d’impact et de portée, bien au-delà de la mesure conventionnelle des articles qui en citent d’autres, il semble possible de caractériser les utilisateurs de la recherche latino-américaine. Ce faisant, nous ouvrirons la voie à ceux qui examineront ses répercussions sur les personnes et communautés concernées. » Il s’agit dans ce cas de nouveaux indicateurs de la diversité linguistique, par exemple l’indice PLOTE et l’indice de diversité linguistique. Pourtant, en 2022, ils n’ont eu qu’« une influence limitée dans la littérature savante anglophone. » Des indicateurs exhaustifs de l’impact local de la recherche restent largement à inventer : « Bien des aspects de la recherche sont impossibles à mesurer quantitativement, en particulier son impact socioculturel. »

### Politiques en faveur du multilinguisme
Après 2015, un nouveau débat sur la diversité linguistique a vu le jour au sein des communautés scientifique et politique : « Ces dernières années, les politiques en matière de science ouverte et de recherche et innovation responsables (RRI) appellent à améliorer l’accès à la recherche, les interactions entre la science et la société et la compréhension de la science par le public. » Cette idée est partie d’une discussion plus ample sur l’évaluation de la science ouverte et les limites des indicateurs commerciaux : en 2015, le Manifeste de Leyde édicta dix principes pour « guider l’évaluation de la recherche », dont un appel à « protéger l’excellence dans la recherche localement pertinente. » S’appuyant sur des données empiriques montrant la persistance de communautés de recherche non anglophones en Europe, Gunnar Sivertsen a théorisé en 2018 la nécessité d’un multilinguisme équilibré destiné à « prendre en compte tous les objectifs de communication dans l’ensemble des domaines de recherche ainsi que toutes les langues nécessaires pour atteindre ces objectifs, d’une manière holistique et sans exclusions ni priorités. » En 2016, Gunnar Sivertsen contribua au modèle norvégien d’évaluation scientifique en proposant une hiérarchie horizontale rassemblant un petit nombre de revues internationales majeures et un large éventail de revues qui n’introduirait pas de discrimination envers les publications locales et encouragerait les revues de sciences humaines et sociales à favoriser les publications en norvégien.
Ces initiatives locales se sont transformées en un nouveau mouvement international en faveur du multilinguisme. En 2019, 120 organismes de recherche et plusieurs centaines de chercheurs ont cosigné l’Initiative d’Helsinki sur le multilinguisme dans la communication savante. La déclaration comprend trois principes :
- « Soutenir la diffusion des résultats de la recherche dans l’intérêt de la société », ce qui implique de les rendre disponibles « dans une diversité de langues »
- « Protéger les infrastructures nationales qui permettent la publication de recherches pertinentes au niveau local » en soutenant spécifiquement le modèle non commercial/diamant et « S’assurer que les éditeurs de revues et de livres à but non lucratif disposent de ressources suffisantes. » Les revues non commerciales sont davantage susceptibles d’être publiées en langue locale.[82]
- « Promouvoir la diversité linguistique dans les systèmes d’analyse, d’évaluation et de financement de la recherche », conformément à la troisième recommandation du Manifeste de Leiden.

Dans le sillage de l’initiative d’Helsinki, le multilinguisme et la science ouverte ont été de plus en plus associés. Cette tendance s’est accélérée dans le contexte de la pandémie de COVID, qui « a fait apparaître un besoin généralisé de communication scientifique multilingue, non seulement entre les chercheurs, mais aussi pour que la recherche parvienne jusqu’aux décideurs, professionnels et citoyens. » Le multilinguisme est également redevenu un sujet de débat au-delà des sciences sociales : en 2022, le Journal of Science Policy and Governance a publié un « appel à diversifier la lingua franca des communautés académiques des sciences techniques et médicales » insistant sur le fait que « des solutions interculturelles sont nécessaires pour éviter que des informations critiques n’échappent aux chercheurs anglophones. »
En novembre 2021, une recommandation de l’UNESCO a intégré le multilinguisme au cœur même de sa définition de la science ouverte : « Aux fins de la présente Recommandation, la science ouverte s’entend comme un concept inclusif qui englobe différents mouvements et pratiques visant à rendre les connaissances scientifiques multilingues librement accessibles à tous et réutilisables par tous »
Au début des années 2020, dans le droit-fil de ses politiques générales en faveur du multilinguisme, l’Union européenne commença à soutenir officiellement la diversité linguistique dans la science. En décembre 2021, un important rapport de la Commission européenne sur l’avenir de l’évaluation scientifique dans les pays européens continuait d’ignorer la question de la diversité linguistique : « Le multilinguisme est l’omission la plus notable. » En juin 2022, dans son évaluation de la recherche et la mise en œuvre de la science ouverte, le Conseil de l’Union européenne incluait une recommandation détaillée sur le « développement du multilinguisme pour les publications universitaires européennes. » La déclaration reconnaît « le rôle important du multilinguisme dans le contexte de la communication scientifique avec la société » et se félicite « des mesures visant à promouvoir le multilinguisme, telles que l’Initiative d’Helsinki sur le multilinguisme dans la communication savante. » Bien que non contraignante, la déclaration invite à expérimenter le multilinguisme « sur une base volontaire » et à évaluer si de nouvelles actions s’imposent d’ici la fin de l’année 2023.

### Ouvrage
- Juan Pablo Alperin, The public impact of Latin America's approach to open access, Stanford University, 2015
- Cornelis D. Andriesse, Dutch Messengers: A History of Science Publishing, 1930–1980, Leiden, Brill, 15 septembre 2008 (ISBN 978-90-04-17084-1)
- Julia Behrens, Lars Fischer, Karl-Heinz Minks et Lena Rösler, Die internationale Positionierung der Geisteswissenschaften in Deutschland, Hannover, HIS:Projektbericht, 2010
- Charles P. Bourne et Trudi Bellardo Hahn, A History of Online Information Services, 1963-1976, MIT Press, 1er août 2003 (ISBN 978-0-262-26175-3)
- Lynne Bowker et Jairo Buitrago Ciro, Machine Translation and Global Research: Towards Improved Machine Translation Literacy in the Scholarly Community, Emerald Group Publishing, 2019 (ISBN 978-1-78756-721-4)
- Michael D. Gordin, Scientific Babel: How Science Was Done Before and After Global English, University of Chicago Press, 13 avril 2015 (ISBN 978-0-226-00032-9)
- Scott L. Montgomery, Does Science Need a Global Language?: English and the Future of Research, University of Chicago Press, 6 mai 2013 (ISBN 978-0-226-01004-5)
- Samuel Moore, Common Struggles: Policy-based vs. scholar-led approaches to open access in the humanities, 2 mai 2019 (lire en ligne)
- Agnieszka Olechnicka, Adam Ploszaj et Dorota Celińska-Janowicz, The Geography of Scientific Collaboration, Routledge, 8 octobre 2018 (ISBN 978-1-315-47192-1)
- Thierry Poibeau, Babel 2.0: Où va la traduction automatique ?, Odile Jacob, 9 mai 2019 (ISBN 978-2-7381-4850-6)
- Bernd Wächter et Friedhelm Maiworm, English-taught Programmes in European Higher Education: The State of Play in 2014, Lemmens Medien GmbH, 2014 (ISBN 978-3-86856-017-6)
- P. F. Wouters, The citation culture, 1999 (lire en ligne)

### Rapports
- Jeroen Bosman, Jan Erik Frantsvåg, Bianca Kramer, Pierre-Carl Langlais et Vanessa Proudman, OA Diamond Journals Study. Part 1: Findings, 9 mars 2021 (DOI 10.5281/zenodo.4558704 )
- Council of the European Union, Research assessment and implementation of Open Science, 10 juin 2022 (lire en ligne)
- European Commission. Directorate General for Research and Innovation., Future of scholarly publishing and scholarly communication: report of the Expert Group to the European Commission., LU, Publications Office, 2019 (ISBN 978-92-79-97238-6, DOI 10.2777/836532 )
- Victoria Ficarra, Mattia Fosci, Andrea Chiarelli, Bianca Kramer et Vanessa Proudman, Scoping the Open Science Infrastructure Landscape in Europe, 30 octobre 2020 (DOI 10.5281/zenodo.4159838 )
- Ficarra Victoria et Chiarelli Andrea, Dataset: Scoping the Open Science Infrastructure Landscape in Europe, 2020 (DOI 10.5281/zenodo.4153741 ), « Open science, open access, open infrastructure, services, sustainability, funding, open standards, open content, good governance, open principles »
- Bianca Kramer et Cameron Neylon, Language Diversity in Scholarly Publishing, COKI, 21 juin 2022 (lire en ligne)
- Michael Ochsner, Nina Kancewicz-Hoffman, Marek Hołowiecki et Jon Holm, Overview of Peer Review Practices in the SSH, European Network for Research Evaluation in the Social Sciences and Humanities, avril 2020 (DOI 10.6084/m9.figshare.12032589.v2, lire en ligne)
- Recommendation on Open Science, UNESCO, 23 novembre 2021 (lire en ligne)

### Articles
- « Rapport de l'Académie des sciences sur la langue française et le rayonnement de la science française », Comptes rendus des séances de l'Académie des Sciences, vol. 295,‎ 8 novembre 1982, p. 131–146 (lire en ligne)
- Ulrich Ammon, « Linguistic inequality and its effects on participation in scientific discourse and on global knowledge accumulation – With a closer look at the problems of the second-rank language communities », Applied Linguistics Review, vol. 3, no 2,‎ 10 octobre 2012, p. 333–355 (ISSN 1868-6311, DOI 10.1515/applirev-2012-0016)
- Anne-Sophie Anglaret et Séverine Sofio, « Écrire en langues. Entre traduction automatique et hégémonie globish, le multilinguisme comme horizon réaliste pour les revues de sciences humaines et sociales », Biens Symboliques / Symbolic Goods. Revue de sciences sociales sur les arts, la culture et les idées, no 9,‎ 27 décembre 2021 (ISSN 2490-9424, DOI 10.4000/bssg.832, S2CID 245925363, lire en ligne, consulté le 17 janvier 2022)
- Elena Aronova, « Russian and the Making of World Languages during the Cold War », Isis, vol. 108, no 3,‎ septembre 2017, p. 643–650 (ISSN 0021-1753, DOI 10.1086/694163 )
- Sarah Cameron-Pesant, « Usage et diffusion des revues savantes québécoises en sciences sociales et humaines : analyse des téléchargements de la plateforme Érudit », Recherches Sociographiques, vol. 59, no 3,‎ 2018, p. 365–384 (ISSN 0034-1282, DOI 10.7202/1058719ar, lire en ligne, consulté le 10 avril 2022)
- Mary Jane Curry et Theresa Lillis, « Multilingualism in academic writing for publication: Putting English in its place », Language Teaching, vol. 57,‎ 7 avril 2022, p. 87–100 (ISSN 0261-4448, DOI 10.1017/S0261444822000040, S2CID 248032636, lire en ligne)
- Peter Dahler-Larsen, « Making citations of publications in languages other than English visible: On the feasibility of a PLOTE-index », Research Evaluation, vol. 27, no 3,‎ 1er juillet 2018, p. 212–221 (ISSN 0958-2029, DOI 10.1093/reseval/rvy010, lire en ligne, consulté le 28 juin 2022)
- Bin Gao et Chunyue Guo, « Where to Publish: Chinese HSS Academics' Responses to 'Breaking SSCI Supremacy' Policies », Higher Education Policy, vol. 36, no 3,‎ 31 mars 2022, p. 478–496 (ISSN 1740-3863, DOI 10.1057/s41307-022-00268-y, S2CID 247913299)
- Michael D. Gordin, « Introduction: Hegemonic Languages and Science », Isis, vol. 108, no 3,‎ 19 septembre 2017, p. 606–611 (ISSN 0021-1753, DOI 10.1086/694164 , S2CID 149105063)
- Kaylee Henry, Ranya Virk, Lindsay DeMarchi et Huei Sears, « A Call to Diversify the Lingua Franca of Academic STEM Communities », Journal of Science Policy & Governance, vol. 18, no 3,‎ 30 août 2021 (ISSN 2372-2193, DOI 10.38126/JSPG180303 )
- Diana Hicks, Paul Wouters, Ludo Waltman, Sarah de Rijcke et Ismael Rafols, « Bibliometrics: The Leiden Manifesto for research metrics », Nature, vol. 520, no 7548,‎ avril 2015, p. 429–431 (ISSN 1476-4687, PMID 25903611, DOI 10.1038/520429a, Bibcode 2015Natur.520..429H, hdl 10261/132304 , S2CID 4462115, lire en ligne, consulté le 19 janvier 2022)
- Hans Henrich Hock, « Language-death phenomena in Sanskrit: grammatical evidence for attrition in contemporary spoken Sanskrit », Studies in the Linguistic Sciences, vol. 13, no 2,‎ 1983
- John Hutchins, « Machine translation: a concise history », A Concise History. Computer Aided Translation: Theory and Practice, vol. 13, no 11,‎ 2007, p. 21
- Dasapta Erwin Irawan, Juneman Abraham, Jonathan Peter Tennant et Olivier Pourret, « The need for a new set of measures to assess the impact of research in earth sciences in Indonesia », European Science Editing, vol. 47,‎ 7 août 2021, e59032 (ISSN 2518-3354, DOI 10.3897/ese.2021.e59032 )
- Heather Joseph, « Securing community-controlled infrastructure: SPARC's plan of action | Joseph », College & Research Libraries News,‎ 5 septembre 2018 (DOI 10.5860/crln.79.8.426 , S2CID 116057034, lire en ligne, consulté le 12 décembre 2021)
- Frederic Kaplan, « Linguistic Capitalism and Algorithmic Mediation », Representations, vol. 127, no 1,‎ 1er août 2014, p. 57–63 (ISSN 0734-6018, DOI 10.1525/rep.2014.127.1.57, lire en ligne, consulté le 8 avril 2022)
- Roland G. Kent, « The Scientist and an International Language », Science, vol. 59, no 1538,‎ 20 juin 1924, p. 554–555 (PMID 17818586, DOI 10.1126/science.59.1538.554.b, S2CID 239785051)
- Emanuel Kulczycki, Tim C. E. Engels et Janne Pölönen, Handbook on Research Assessment in the Social Sciences, 12 avril 2022, 350–366 p. (ISBN 978-1-80037-255-9, DOI 10.4337/9781800372559.00031, hdl 10067/1875400151162165141), « Multilingualism of social sciences »
- Emanuel Kulczycki, Tim C. E. Engels, Janne Pölönen, Kasper Bruun, Marta Dušková, Raf Guns, Robert Nowotniak, Michal Petr, Gunnar Sivertsen, Andreja Istenič Starčič et Alesia Zuccala, « Publication patterns in the social sciences and humanities: evidence from eight European countries », Scientometrics, vol. 116, no 1,‎ 1er juillet 2018, p. 463–486 (ISSN 1588-2861, DOI 10.1007/s11192-018-2711-0, hdl 10067/1498050151162165141 , S2CID 4336325, lire en ligne, consulté le 9 avril 2022)
- Emanuel Kulczycki, Raf Guns, Janne Pölönen, Tim C. E. Engels, Ewa A. Rozkosz, Alesia A. Zuccala, Kasper Bruun, Olli Eskola, Andreja Istenič Starčič, Michal Petr et Gunnar Sivertsen, « Multilingual Publishing in the Social Sciences and Humanities: A Seven-Country European Study », Journal of the Association for Information Science and Technology, vol. 71, no 11,‎ 2020, p. 1371–1385 (ISSN 2330-1643, PMID 33288998, PMCID 7687152, DOI 10.1002/asi.24336)
- Vincent Larivière, « Le français, langue seconde ? De l'évolution des lieux et langues de publication des chercheurs au Québec, en France et en Allemagne », Recherches Sociographiques, vol. 59, no 3,‎ 2018, p. 339–363 (ISSN 0034-1282, DOI 10.7202/1058718ar, hdl 1866/23374 , S2CID 191863500, lire en ligne, consulté le 11 janvier 2022)
- Peder Olesen Larsen et Markus von Ins, « The rate of growth in scientific publication and the decline in coverage provided by Science Citation Index », Scientometrics, vol. 84, no 3,‎ septembre 2010, p. 575–603 (ISSN 0138-9130, PMID 20700371, PMCID 2909426, DOI 10.1007/s11192-010-0202-z)
- Václav Linkov, Kieran O’Doherty, Eunsoo Choi et Gyuseog Han, « Linguistic Diversity Index: A Scientometric Measure to Enhance the Relevance of Small and Minority Group Languages », SAGE Open, vol. 11, no 2,‎ 1er avril 2021, p. 21582440211009191 (ISSN 2158-2440, DOI 10.1177/21582440211009191 )
- Weishu Liu, « The changing role of non-English papers in scholarly communication: Evidence from Web of Science's three journal citation indexes », Learned Publishing, vol. 30, no 2,‎ 2017, p. 115–123 (ISSN 1741-4857, DOI 10.1002/leap.1089, S2CID 7026937, lire en ligne, consulté le 24 septembre 2020)
- Kamil Luczaj, Iwona Leonowicz-Bukala et Olga Kurek-Ochmanska, « English as a lingua franca? The limits of everyday English-language communication in Polish academia », English for Specific Purposes, vol. 66,‎ 1er avril 2022, p. 3–16 (ISSN 0889-4906, DOI 10.1016/j.esp.2021.11.002, S2CID 245558219)
- Matias Federico Milia, Ariadna Nebot Giralt et Rigas Arvanitis, « Local emergence, global expansion: understanding the structural evolution of a bi-lingual national research landscape », Scientometrics, vol. 127, no 12,‎ 21 juin 2022, p. 7369–7395 (ISSN 1588-2861, DOI 10.1007/s11192-022-04403-9 )
- « Superpowered science: charting China's research rise », Nature, vol. 593, no S4–S5,‎ 26 mai 2021, S4–S5 (DOI 10.1038/d41586-021-01403-2, Bibcode 2021Natur.593S...4.)
- David O'Neil, « English as the lingua franca of international publishing », World Englishes, vol. 37, no 2,‎ 2018, p. 146–165 (ISSN 1467-971X, DOI 10.1111/weng.12293)
- Janne Pölönen et Björn Hammarfelt, « Historical Bibliometrics Using Google Scholar: The Case of Roman Law, 1727–2016 », Journal of Data and Information Science, vol. 5, no 3,‎ août 2020, p. 18–32 (DOI 10.2478/jdis-2020-0024 , S2CID 211666815)
- Janne Pölönen, Sami Syrjämäki, Antti-Jussi Nygård et Björn Hammarfelt, « Who are the users of national open access journals? The case of the Finnish Journal.fi platform », Learned Publishing, vol. 34, no 4,‎ october 2021b, p. 585–592 (ISSN 1741-4857, DOI 10.1002/leap.1405 , S2CID 236331208)
- Ido Ramati et Amit Pinchevski, « Uniform multilingualism: A media genealogy of Google Translate », New Media & Society, vol. 20, no 7,‎ 2018, p. 2550–2565 (ISSN 1461-4448, DOI 10.1177/1461444817726951, S2CID 51882659)
- Goranka Rocco, Language for International Communication: Linking Interdisciplinary Perspectives, vol. 3, University of Latvia Press, 2020, 79–93 p. (ISBN 978-9934-18-553-3), « The Status of German as a Lingua Franca in Written Scientific Communication: A Study on Language Policies in Linguistic Journals »
- Gunnar Sivertsen, « Balanced multilingualism in science », BiD: Textos universitaris de biblioteconomia i documentació, no 40,‎ 2018
- Felipe Soares, Rozane Rebechi et Mark Stevenson, « SciBabel: a system for crowd-sourced validation of automatic translations of scientific texts », Genomics & Informatics, vol. 18, no 2,‎ 15 juin 2020, –21 (ISSN 1598-866X, PMID 32634875, PMCID 7362948, DOI 10.5808/GI.2020.18.2.e21)
- « Délégation pour l'adoption d'une langue auxiliaire internationale » [« Delegation for the adoption of an international auxiliary language »], Bulletin de la Société d'anthropologie de Lyon, vol. 22,‎ 1903, p. 10–13 (lire en ligne)
- Olga Solovova, Joana Vieira Santos et Joaquim Veríssimo, « Publish in English or Perish in Portuguese: Struggles and Constraints on the Semiperiphery », Publications, vol. 6, no 2,‎ juin 2018, p. 25 (DOI 10.3390/publications6020025 , hdl 10316/79581 )
- Jadranka Stojanovski, Jelka Petrak et Bojan Macan, « The Croatian national open access journal platform », Learned Publishing, vol. 22, no 4,‎ 2009, p. 263–273 (ISSN 1741-4857, DOI 10.1087/20090402 , S2CID 32697476)
- Ahtisham Younas, Sergi Fàbregues, Angela Durante et Parveen Ali, « Providing English and native language quotes in qualitative research: A call to action », Nursing Open, vol. 9, no 1,‎ 2022, p. 168–174 (ISSN 2054-1058, PMID 34725950, PMCID 8685880, DOI 10.1002/nop2.1115)
- Lin Zhang et Gunnar Sivertsen, « The New Research Assessment Reform in China and Its Implementation », Scholarly Assessment Reports, vol. 2, no 1,‎ 12 mai 2020, p. 3 (ISSN 2689-5870, DOI 10.29024/sar.15, hdl 11250/2733873 , lire en ligne, consulté le 10 septembre 2023)

### Conferences
- Kathleen Shearer, Leslie Chan, Iryna Kuchma et Pierre Mounier « Fostering Bibliodiversity in Scholarly Communications: A Call for Action » (15 avril 2020)  (lire en ligne, consulté le 17 juin 2020)
- Fernanda Beigel « Research evaluation in the southern road to open science » (2022)  (lire en ligne)
—OSEC 2022 (Paris)

### Autre articles
- Eugene Garfield, « English – An international language for science? », sur Current Contents, 1967
- Adam Huttner-Koros, « Why Science's Universal Language Is a Problem for Research », sur The Atlantic, 21 août 2015 (consulté le 24 septembre 2020)
- Daphne van Weijen, « The Language of (Future) Scientific Communication », Research Trends, no 31,‎ novembre 2012 (lire en ligne, consulté le 24 septembre 2020)
- Michael D. Gordin, « How did science come to speak only English? – Michael D Gordin | Aeon Essays », sur Aeon (consulté le 24 septembre 2020)
- Zehra Taşkın, Guleda Dogan, Emanuel Kulczycki et Alesia Ann Zuccala, « Science needs to inform the public. That can't be done solely in English », sur LSE COVID-19, 18 juin 2020 (consulté le 21 janvier 2022)
- Janne Pölönen, Emanuel Kulczycki, Henriikka Mustajoki et Vidar Røeggen, « Multilingualism is integral to accessibility and should be part of European research assessment reform », sur Impact of Social Sciences, 7 décembre 2021 (consulté le 20 janvier 2022)

### Manifeste/Initiative
- McGeorge Bundy, « Memorandum # 332, U.S. Government Policy on English Language Teaching Abroad, 6/11/1965 », National Security Action Memorandums, National Security Files,‎ 11 juin 1965
- Helsinki Initiative, « Helsinki Initiative on Multilingualism in Scholarly Communication », Helsinki, Federation of Finnish Learned Societies, Committee for Public Information, Finnish Association for Scholarly Publishing, Universities Norway & European Network for Research Evaluation in the Social Sciences and the Humanities, 2019 (DOI 10.6084/m9.figshare.7887059 , consulté le 24 septembre 2020)